# Bulgorello
Bulgorello is een plaats (frazione) in de Italiaanse gemeente Cadorago.